# Kanton Tinténiac
Kanton Tinténiac (francouzsky Canton de Tinténiac) je francouzský kanton v departementu Ille-et-Vilaine v regionu Bretaň. Tvoří ho 10 obcí.

## Obce kantonu
- La Baussaine
- La Chapelle-aux-Filtzméens
- Longaulnay
- Pleugueneuc
- Plesder
- Saint-Domineuc
- Saint-Thual
- Tinténiac
- Trévérien
- Trimer